# Monika Olkiewicz
Monika Olkiewicz (ur. 6 lutego 1987) – polska lekkoatletka uprawiająca trójskok i skok w dal.

## Kariera
Zawodniczka AZS-AWF Gorzów Wielkopolski (2001–2010). Brązowa medalistka mistrzostw Polski w trójskoku (2009). Brązowa medalistka młodzieżowych Mistrzostw Polski (2009) oraz wicemistrzyni Polski juniorek (2006) w skoku w dal.
Rekordy życiowe: trójskok – 13,02 m (2009), w dal – 6,01 m (2005)